# جوليانو روسي
جوليانو روسي (بالإيطالية: Giuliano Rossi)‏ هو مجدف إيطالي، ولد في 28 يوليو 1951.

## وصلات خارجية
- جوليانو روسي على موقع الاتحاد الدولي للتجديف (الإنجليزية)
- جوليانو روسي على موقع أوليمبيديا (الإنجليزية)